# Resolució 2082 del Consell de Seguretat de les Nacions Unides
La Resolució 2082 del Consell de Seguretat de les Nacions Unides fou adoptada per unanimitat el 17 de desembre de 2012. El Consell aprova mantenir vigents les sancions internacionals (embargament d'armes i prohibició de viatjar) contra els talibans i altres persones vinculades, alhora que ampliava 30 mesos el mandat de l'Ombudsman creat en 2009 per tractat les sol·licitud de supressió de la llista i de l'equip de verificació d'aplicació de les sancions. També es van perfeccionar els procediments pels quals s'incloïa determinades persones a la llista.